# Giovanni Girolamo Calepio
Giovanni Girolamo Calepio (Bergamo, 2 marzo 1732 – Palosco, 18 gennaio 1810) è stato un presbitero e saggista italiano.

## Biografia
Giovanni Girolamo della famiglia dei conti Calepio, nacque da Corrado e da Giulia degli Abati e fin giovanissimo fu indirizzato agli studi ecclesiastici entrando nel convento di san Benedetto a San Paolo d'Argon, dove conobbe Castantino Rotigni insegnante presso il convento e di cui divenne segretario che seguiva le idee gianseniste di Jacques Joseph Duguet ispirate agli antichi testi.
Fu influenzato anche dalle idee del priore Gerolamo Speroni che seguiva le idee di san Tommaso d'Aquino aderendo quindi al tomismo. E proprio mentre svolgeva le funzioni di segretario del Rotigni tradusse dal francese Spiegazione del libro della Genesi e successivamente Il sepolcro di Cristo del Duguet, lavori che il frate dedicò a Nicolò Antonio Giustinian.
Questo incontro di ideologie lo porteranno ad avere un proprio pensiero publicando in forma anonima il testo: Del ritorno degli ebrei e di ciò che vi ha da porgere occasione, testo che gli diede notorietà e molti nemici. Nel testo il Calepio indicava come colpevoli della defezione dalla fede gli stessi eccleiastici che a causa della loro corruzione avrebbero portato alla loro completa sparizione, usando parole dure d'accusa alla chiesa definendola adultera e prostituta e per questo ripudiata dal Signore diventando così gli ebrei i nuovi discepoli della fede. Il Vecchio Testamento e il Nuovo Testamento avrebbero creato una nuova chiesa.

Calepio nel testo dichiarava che solo quando tutti i rami secchi fossero stati recisi, allontanando la corrotta Babilonia, un angelo avrebbe avvertito i nuovi fedeli che si sarebbero riuniti in un nuovo pollone dando vita a una nuova fioridezza della fede

Fu presto accusato di non credere nell'indefettibilità della chiesa e di apostasia. In particolare fu attaccato dal gesuita Luigi Mozzi che scrisse più di un documento dove riteneva che la conversione degli ebrei sarebbe giunta alla fine dei tempi, tre anni prima dell'Apocalisse preannunciando la rinascita ecclesiale.
Visse parte della sua vita Bergamo trascorrendo i periodi di riposo a Palosco presso l'abitazione di alcuni suoi parenti avendo rapporti con il mondo cultura della provincia bresciana, città dove pubblicò alcuni suoi lavori che ebbero un contraddittorio con la comunità di San Paolo d'Argon

## Opere

### Testi tradotti dal francese
- Spiegazione del libro della Genesi, Brescia, 1764.
- Il sepolcro di Gesù Cristo ossia spiegazione del mistero della Sepoltura, 2ª ed., Brescia, 1772  [1766].

### Opere proprie
- Del ritorno degli ebrei e di ciò che vi ha da porgere occasione, Brescia, Gian Maria Rizzardi, 1772.
- Dell'epoca della conversione degli ebrei e del ritorno di Elia, Venezia, 1779.